# 2586 kroków
2586 kroków – wydany w kwietniu 2005 roku zbiór opowiadań autorstwa Andrzeja Pilipiuka. Jest to pierwszy tom opowiadań tego autora (niezwiązany z cyklem o Jakubie Wędrowyczu), i jako taki, tom pierwszy cyklu Światy Pilipiuka.
Wiele utworów porusza tematykę Kresów Wschodnich, w kilku pojawia się też wątek wynalazków Franciszka Rychnowskiego. Z wyjątkiem specyficznego humoru i stylu autora trudno znaleźć inny wspólny mianownik dla wszystkich opowiadań, chociaż dwa z nich (2586 kroków i Wieczorne dzwony) łączy postać głównego bohatera – lekarza Pawła Skórzewskiego.
Książka zawiera czternaście opowiadań: 2586 kroków, Samolot do dalekiego kraju, Wieczorne dzwony, Parszywe czasy, Szansa, Mars 1899 (opowiadanie nominowane do nagrody im. Janusza A. Zajdla), W moim bloku straszy, Atomowa ruletka, Wiedźma Monika, Griszka, Bardzo obcy kapitał, Vlana, Szambo, Strefa.
Zbiór doczekał się też wydania w postaci audiobooka.

## Fabuła
Bohaterem tytułowych 2586 kroków jest lekarz Paweł Skórzewski. zmagający się z demonem trądu w norweskim mieście Bergen
W Wieczornych dzwonach powraca Skórzewski, mierzący się z kolejną chorobą, a akcja opowiadania umiejscowiona jest w objętej kwarantanną małej miejscowości na Ukrainie, w pobliżu Kijowa. Obydwa opowiadania rozgrywają się w XIX wieku.
Samolot do dalekiego kraju opisuje historię pracownika sklepiku na Okęciu, który odkrywa, że niektórzy z jego klientów wydają się regularnie podróżować do nikomu nieznanego kraju.
Motywem przewodnim opowiadania Szansa jest podróż w czasie; przedstawiony jest tam świat gdzie nigdy nie doszło do rewolucji październikowej.
Atomowa ruletka to historia alternatywna, gdzie Polska jest globalnym mocarstwem, które zapobiegło wybuchowi II wojny światowej przy pomocy bomby atomowej. Kraj zmaga się jednak z litewskim i ukraińskim terroryzmem. Narratorem jest ukraiński szpieg w polskim mieście Lwów; pojawia się też postać Hansa Klossa.
Griszka nawiązuje do postaci Rasputina.
W opowiadaniu Mars 1899 pojawia się temat historycznej podróży na Marsa i nawiązania kontaktu z Obcymi, ale informacje o tym są ukrywane przez KGB.
Wiedźma Monika to historia o czarownicy i inkwizytorze. 
W opowiadaniu Vlana pojawia się świat zamieszkany przez wampiry. Podobny motyw występuje w Strefie, gdzie pojawia się świat równoległy z Polską zamieszkałą przez wampiry.
Motywem przewodnim opowiadania Szambo jest spotkanie z obcą cywilizacją.
W moim bloku straszy i Bardzo obcy kapitał to listy (donosy) szarego obywatela do Ministerstwa Spraw Wewnętrznych w sprawie niecodziennych zdarzeń z jego życia.
Zbiór zamyka opowiadanie Strefa o terenie skażonym promieniotwórczo w Czarnobylu.

## Recenzje
Książkę zrecenzowała Angieszka Haska dla "Nowej Fantastyki". Według recenzentki, tom jest "porcją dobrej rozrywki", ale opowiadania w nim zawarte mają nierówny poziom. Za najlepsze w tomie uznała 2586 kroków i Wieczorne dzwony. Za zalety zbioru uznała umieszczenie akcji większości utworów w Europie Wschodniej, i styl autora, który "zaskakuje zwrotami akcji, okrasza każdy tekst dużą dawką historycznych szczegółów, aluzji i humoru". Podsumowując, stwierdziła, że dla przeciętnego czytelnika jest to "porządne czytadło... za niewygórowaną cenę".
Książkę zrecenzował Paweł Dunin-Wąsowicz dla czasopisma Lampa. Podkreślając swoje negatywne opinie na temat wcześniejszej twórczości Pilipiuka (cyklu o Jakubie Wędrowyczu i serii Kuzynki), stwierdził, że zbiór opowiadań „zaskoczył go nadzwyczaj pozytywnie”, co więcej, ocenił książkę jako jedną „z najlepszych ostatnio polskich książek fantastycznych”. Opowiadanie Samolot do dalekiego kraju uznał za hołd dla Aleksandra Grina; opowiadania 2586 kroków i Wieczorne dzwony ocenił jako bardzo udane mieszanki horroru i thrilleru, pisząc, że „Pilipiukowi udało się w nich dotknąć mroków duszy ludzkiej”; Atomową ruletkę zaliczył do „polskiej fantastyki mocarstwowej” i pochwalił za „imponującą spójnością intrygi”. Za najlepsze opowiadanie uznał Mars 1899, chwaląc je za „przekonujące opisanie zatarcia wydarzeń” (tu, historycznego kontaktu z Obcymi). W moim bloku straszy, Strefa i Bardzo obcy kapitał ocenił bardziej krytycznie jako raczej naiwne satyry. W podsumowaniu napisał, że „pomysłowość autora szczęśliwie przyćmiewa tym razem jego przeciętność stylistyczną i drobne wpadki faktograficzne”.
Dla fanzinu „Esensja” zbiór zrecenzował Marcin T.P. Łuczyński, w skrócie oceniając ją jako „znakomitą i solidną porcję prozy fantastycznej, z oryginalnym wykorzystaniem oklepanych już motywów”. Zwrócił uwagę na różny styl i poziom opowiadań, za najlepsze uznał opowiadania osadzone w realiach historycznych, a za słabsze utwory Vlana i Szambo. Opowiadanie Atomowa ruletka zaliczył do gatunku political fiction, a opowiadania o Skórzewskim, do literatury grozy.
Dla portalu Poltergeist pozycję zrecenzował Piotr Brewczyński. Zbiór uznał za "średni", aczkolwiek wart polecenia. Podobnie jak recenzent „Esensji”, za najmocniejszą część zbioru uznał opowiadania osadzone w realiach historycznych. Za najlepsze opowiadanie uznał Mars 1899.  Pochwalił też opowiadania o doktorze Skórzewskim za „niesamowity klimat”, Samolot do dalekiego kraju jako sympatyczne, i W moim bloku straszy jako wyjątkowo zabawne. Opowiadanie Wiedźma Monika uznał za niezbyt udane z powodu uproszczonego zakończenia, a Vlanę opisał jako „nędzne ochłapy pozostałe po Kuzynkach i Księżniczce”. Skrytykował także zbiór za niszowe nawiązania do polskiego fandomu fantastycznego, nieczytelne dla większości czytelników,  przewidywalność i powtarzalność wątków, zbyt doskonałych bohaterów, a także nadużywanie identycznych stylistycznych wyrażeń. Dla tego samego portalu drugie wydanie książki zrecenzował też Grzesiek Adach. Pozycję uznał za udaną, pisząc, że „czytałem [ją] z prawdziwą oraz nieskrywaną przyjemnością”. Podobnie uznał, że „opowiadania, nazwijmy to <<historyczne>>, wypadają w antologii najlepiej”. Pozytywnie odniósł się do Parszywych czasów („fantastycznie skonstruowane i rewelacyjnie zakończone”) i W moim bloku straszy („pełne absurdalnego humoru”), skrytykował natomiast Atomową ruletkę („w wielu elementach jest drażniąco wtórna”) i Vlanę („zwyczajnie słabe, z niezmiernie naiwnymi bohaterami, posługujące się oklepanymi motywami i stereotypami, pisane jakby bez koncepcji”).
Dla portalu Paradoks książkę (wyd. 2) zrecenzował Andrzej Baribal. Pochwalił stylizację książki ("okładkę jakby ponaddzieraną po brzegach, czy też w środku poplamione kartki, stylizowane na podniszczony staroć”). Za najlepsze opowiadanie zbioru uznał tytułowe 2586 kroków. Książkę uznał za najlepszą w dotychczasowym dorobku autora, zawierającą mieszankę tekstów lżejszych i poważniejszych, „kawał solidnej fantastyki, niezwykle nastrojowej i pełnej zręcznej aluzji politycznych”.
Dla portalu Katedra książkę (wyd. 2) zrecenzował recenzent o pseudonimie Vampdey, pisząc, że jest to bardzo dobra pozycja fantastyki rozrywkowej i reprezentuje poziom lepszy od poprzednich utworów Pilipiuka, a większość opowiadań w zbiorze charakteryzuje „świetny pomysł” i „dobry klimat”.